# گورکا موراویوفسکایا
گورکا موراویوفسکایا (به لاتین: Gorka Muravyovskaya) یک منطقهٔ مسکونی در روسیه است که در استان آرخانگلسک واقع شده‌است.